# Gewog di Tsakaling
Il gewog di Tsakaling è uno dei diciassette raggruppamenti di villaggi del distretto di Mongar, nella regione Orientale, in Bhutan.